# Friedrich Taubmann

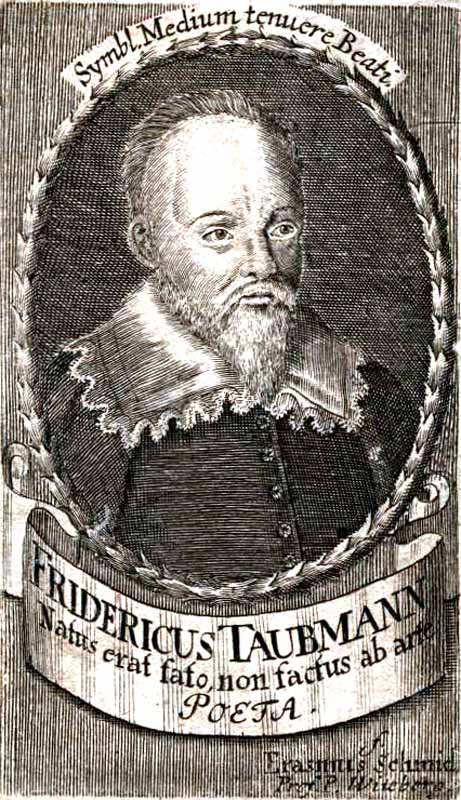
Friedrich Taubmann, Kupferstich aus den Taubmaniana

Friedrich Taubmann (* 15. Mai 1565 in Wonsees; † 24. März 1613 in Wittenberg), auch unter dem (latinisierten) Namen Taubmanus wirkend, war ein bedeutender Philologe und ein durch Rudolf II. gekrönter lateinischer Dichter.

## Leben

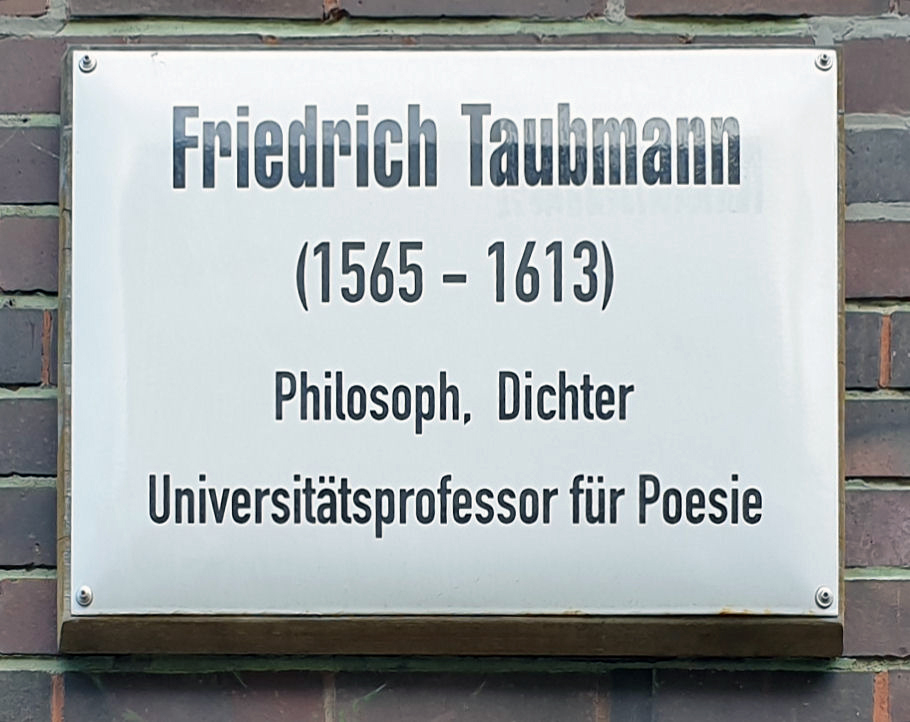
Gedenktafel am Haus, Mittelstraße 19, in Wittenberg

Nach dem Verlust beider Eltern besuchte der zwölfjährige Taubmann ab 1578 als Alumnus die Lateinschule in Kulmbach, wo man bereits seine besondere Begabung erkannte und ihm ermöglichte, als einer der ersten Stipendiaten ab 1582 die neu gegründete Fürstenschule im ehemaligen Zisterzienserkloster Heilsbronn in Mittelfranken zu beziehen. Nach dem Abitur 1590 verdingte er sich zunächst als Hofmeister bei verschiedenen fränkischen Adelsfamilien. Zu Ostern 1592 konnte er sich als Stipendiat an der Universität Wittenberg immatrikulieren, damals einer der größten und angesehensten Universitäten Europas. Noch im selben Jahr veröffentlichte er seinen ersten Gedichtband Martinalia & Bacchanalia, der ihm 1593 die Krönung zum Poeta laureatus eintrug. Sein goldgewirkter Lorbeerkranz ist bis heute erhalten.
Im Oktober 1595 promovierte er zum Magister und wurde auf den Wittenberger Lehrstuhl für Poesie berufen, eine Position, die er für den Rest seines Lebens innehatte. 1597 erschien eine weitere Gedichtsammlung Melodaesia, die seinen Ruf als glänzender lateinischer Dichter erneut bestätigte. Doch erst seine große Plautus-Edition von 1605 verschaffte ihm internationale Berühmtheit. Es erschienen mindestens sieben Auflagen vor 1640, bis sie durch eine Neuedition von Taubmanns brillantem Schüler und Amtsnachfolger August Buchner abgelöst wurde. Auch der berühmte humanistische Gelehrte Caspar von Barth war sein Schüler. In seiner Amtszeit wurde Taubmann dreimal zum Dekan gewählt, 1608 zum Prorektor.
Taubmann setzte sich zeitlebens für die Belebung humanistischer Studien ein und bekämpfte die Missstände seiner Zeit mit den Waffen der Rhetorik und des Spotts. Sein geistsprühender Witz machte ihn zum engen Vertrauten seines sächsischen Landesherrn. Der vielseitig talentierte, humorvolle Gelehrte verstarb am 24. März 1613 in seiner Wahlheimat Wittenberg, wo er zwei Tage später unter großer Anteilnahme der Bevölkerung beigesetzt wurde.
Eine oft aufgelegte Sammlung von Gedichten, witzigen Einfällen, Aussprüchen sowie von ihm zusammengetragener Schwänke aus dem Studentenleben vor dem Dreißigjährigen Krieg wurde erst 1703 unter dem Titel Taubman(n)iana von fremder Hand veröffentlicht.

## Werke
- Lusus duo juveniles, Martinalia & Bacchanalia. Lehmann, Wittenberg 1592. (Digitalisat)
- Columbae poeticae, sive carminum variorum liber. Wittenberg 1594. (Digitalisat)
- Melodaesia siue Epulum Musaeum, In quo, praeter recèns apparatas, lautiores iterùm apponuntur quamplurimae de fugitivis olim Columbis Poeticis. Leipzig 1597. (Digitalisat)
- Dissertatio de lingua latina. Helwich, Wittenberg 1602. (Digitalisat)
- Oratio in funere … Georgii Friderici, Marchionis Brandenburgensis. Wittenberg 1603.
- Schediasmata poetica. Meisner, Wittenberg 1604. (Digitalisat)
- (Hrsg.) Titus Maccius Plautus: M. Acci Plauti Lat. Comoediae. Wittenberg 1605. (Digitalisat)
- (Hrsg.) Christian Beckmann: Manuductio ad linguam latinam. Wittenberg 1608.
- Otium semestre publicum. Hampel, Gießen 1609. (Digitalisat)
- (Hrsg.) Publius Vergilius Maro: Culex, Augusto Caesari olim dicatus. Wittenberg 1609.
- (Hrsg.) Publius Vergilius Maro: Opera omnia. Wittenberg 1612.
- Postuma schediasmata vorsa & prorsa per saturam in mantissam adjecta, cum auctario famæ postumæ collectore & curatore Christiano Taubmano. Meisner, Wittenberg 1616. (Digitalisat)